# Droga wojewódzka nr 449
Droga wojewódzka nr 449 (DW449) – droga wojewódzka o długości ok. 70 km łącząca Syców z Błaszkami. Przebiega przez teren województwa dolnośląskiego (powiat oleśnicki), wielkopolskiego (powiat ostrzeszowski i kaliski) i łódzkiego (powiat sieradzki)

## Miejscowości leżące przy trasie DW449
- Słupia pod Bralinem (S8)
- Syców (DW448)
- Pisarzowice
- Mąkoszyce
- Ligota
- Kobyla Góra
- Bierzów
- Rojów
- Ostrzeszów (DK11)
- Bukownica
- Książenice
- Grabów nad Prosną (DW447, DW450)
- Palaty
- Giżyce
- Ostrów Kaliski
- Brzeziny
- Piegonisko-Pustkowie
- Sobiesęki
- Romanów
- Brończyn
- Gzików
- Błaszki (DK12)